# Tiếng Việt-Mường nguyên thủy
Tiếng Việt-Chứt nguyên thủy hay tiếng Việt-Mường nguyên thủy (dù tên này có thể chỉ ngôn ngữ tiền thân của riêng tiếng Việt và Mường) hay tiếng Việt-Mường chung, tiếng Anh gọi là Proto-Vietic, là một ngôn ngữ phục dựng, được coi như tiền thân của mọi ngôn ngữ trong ngữ chi Việt.

## Từ vựng
Từ vựng tiếng Việt-Mường nguyên thủy:
| tiếng Việt  | tiếng Việt-Mường nguyên thủy |
| ----------- | ---------------------------- |
| rộng        | *roːŋʔ                       |
| đi          | *diː / tiː                   |
| dày         | *k-daj                       |
| nặng        | *-naŋʔ                       |
| người       | *ŋaːj                        |
| vợ          | *-bəːʔ                       |
| chồng       | *ɟoːŋ, *p-ʄoːŋ               |
| cá          | *ʔa-kaːʔ                     |
| chim        | *-ciːm                       |
| chó         | *ʔa-cɔːʔ                     |
| chấy        | *ciːʔ                        |
| rận         | *m-rəɲʔ                      |
| rắn         | *p-səɲʔ                      |
| cây         | *gəl, *kəl                   |
| rừng        | *k-rəŋ                       |
| lá          | *s-laːʔ                      |
| rễ          | *k-riɛs                      |
| vỏ          | *-pɔh                        |
| bông        | *poːŋ                        |
| cỏ          | *kɔh                         |
| da          | *-taː                        |
| máu         | *t-muːʔ                      |
| xương       | *tʃ-ʔaːŋ > *ɟaːŋ ~ *tʃɨəŋ    |
| trứng       | *k-luŋ                       |
| sừng        | *k-rəŋ                       |
| đuôi        | *dɔːj ~ *tɔːj                |
| tóc         | *-suk                        |
| mắt         | *mat                         |
| mũi         | *muːs                        |
| miệng       | *mɛːŋʔ                       |
| răng        | *k-saŋ                       |
| lưỡi        | *laːs                        |
| móng        | *-mɔːŋʔ                      |
| chân        | *ɟiːŋ ~ *ciɲ                 |
| đầu gối     | *t-kuːlʔ                     |
| tay         | *siː                         |
| cánh        | *kɛːŋʔ                       |
| bụng        | *buŋʔ                        |
| ruột        | *rɔːc                        |
| cổ          | *koh                         |
| lưng        | *k-ləŋ                       |
| vú          | *b-rn-uːʔ ~ *k-buːʔ          |
| nghe        | *ŋɛː                         |
| sống        | *k-roːŋʔ                     |
| chết        | *k-ceːt                      |
| giết        | *k-ə-ceːt                    |
| bay         | *pər                         |
| hát         | *haːt                        |
| (mặt) trăng | *b-laŋ                       |
| sao         | *k-raːw                      |
| nước        | *ɗaːk                        |
| mưa         | *k-maː                       |
| muối        | *ɓɔːjʔ                       |
| đá          | *l-taːʔ                      |
| cát         | *t-kaːc                      |
| bụi         | *buːlʔ                       |
| đất         | *tət                         |
| mây         | *k-məl                       |
| trời        | *b-ləːj                      |
| gió         | *k-jɔːʔ > *kʰjɔːʔ            |
| khói        | *k-hɔːjʔ > *kʰɔːjʔ           |
| tro         | *p-lɔː                       |
| núi         | *doːl                        |
| đỏ          | *tɔh                         |
| đêm         | *teːm                        |
| ngày        | *-ŋiː                        |
| năm         | *c-n-əm < *cəm               |
| mới         | *ɓəːjʔ                       |
| khô         | *kʰoː                        |
| một         | *moːc                        |
| hai         | *haːr                        |
| ba          | *paː                         |
| bốn         | *poːnʔ                       |
| năm         | *ɗam                         |
| sáu         | *p-ruːʔ > *pʰruːʔ ~ *kʰluːʔ  |
| bảy         | *pəs                         |
| tám         | *saːmʔ                       |
| chín        | *ciːnʔ                       |
| mười        | *maːl                        |
| trăm        | *k-lam                       |